# Pedro I de Bulgaria
Pedro I (en búlgaro: Петър I; c. 903-30 de enero de 969), zar de Bulgaria desde 927 hasta 970. Segundo hijo de Simeón I, heredó el trono a la muerte de su padre en 927. Al principio de su reinado, Pedro enfrentó revueltas de sus hermanos, que suprimió, y también soportó las incursiones de los magiares, que cruzaron Bulgaria en su camino al Imperio bizantino. Su reinado, sin embargo, fue generalmente pacífico, e hizo importantes avances contra los bizantinos, recibiendo de ellos el título de «emperador», ganando reconocimiento de la independencia de la Iglesia búlgara, y se casó con la nieta del emperador bizantino Romano I Lecapeno. En 965 estalló la guerra con los bizantinos, Pedro posteriormente sufrió un derrame cerebral y se retiró a un monasterio, donde finalmente murió. Pedro era profundamente religioso y un activo constructor de iglesias y fue canonizado poco después de su muerte por la Iglesia ortodoxa búlgara. Durante su reinado, los bogomilos, miembros de una dualista secta y después rama herética, apareció por primera vez.

## Primeros años
Pedro I fue el hijo de Simeón I de Bulgaria con su segunda esposa, la hermana de Jorge Sursuvul. Pedro había nacido a principios del siglo X, pero parece que su tío materno fue muy influyente a comienzos de su reinado. En 913 Pedro pudo haber visitado el palacio imperial de Constantinopla junto con su hermano mayor Miguel. Por razones no especificadas, Simeón había obligado a Miguel a convertirse en monje y había nombrado a Pedro como su sucesor.
Para demostrar que era un digno sucesor de su padre en su hogar y en los ojos de los gobiernos extranjeros, Pedro comenzó su reinado con una ofensiva militar en la Tracia bizantina en 927. Sin embargo, Pedro siguió su rápido éxito en secreto con la negociación de un tratado de paz antes de que el gobierno bizantino tuviera la oportunidad de tomar represalias. El emperador bizantino Romano I Lacapeno aceptó con entusiasmo la propuesta para la paz y arregló un matrimonio diplomático entre su nieta María y el monarca búlgaro. En octubre de 927 Pedro llegó cerca de Constantinopla para encontrarse con Romano y firmar el tratado de paz, se casó con María el 8 de noviembre en la iglesia de Zoödochos Pege. Para significar la nueva era en las relaciones búlgaro-bizantinas, la princesa pasó a llamarse Irene ("paz"). El tratado de 927 representa en realidad el fruto de los éxitos militares de Simeón y las iniciativas diplomáticas, hábilmente continuada por el gobierno de su hijo. La paz fue obtenida con las fronteras restauradas a los definidos en los tratados de 897 y 904, los bizantinos reconocieron al monarca búlgaro el título de emperador (basileus, zar) y el status autocéfalo del patriarcado búlgaro, el pago de un tributo anual a Bulgaria por el Imperio Bizantino fue renovado.

## Revueltas e incursiones
Los éxitos iniciales del reinado de Pedro fueron seguidos por varios reveses de menor importancia. Alrededor de 930, Pedro se enfrentó a una revuelta liderada por su hermano menor, Iván, que fue derrotado y enviado al exilio en Bizancio. Poco después, el hermano mayor de Pedro, Miguel se escapó de su monasterio y lideró una gran formidable rebelión, que terminó con su prematura muerte. El hermano más joven, Benjamín (también llamado Bojan), fue acusado de ser un hombre lobo y un mago por el obispo italiano Liutprando de Cremona, pero aparentemente no representaba una amenaza para la autoridad de Pedro.
Tal vez aprovechando estos desafíos al gobierno de Pedro, el príncipe serbio Časlav Klonimirović escapó de la capital búlgara de Preslav en 931 y, con el apoyo tácito bizantino, logró reunir una revuelta serbia contra el dominio búlgaro. La rebelión tuvo éxito, y la parte occidental de Serbia recuperó su independencia. Pedro pudo haber tenido que enfrentar también las incursiones de los magiares, que habían sido derrotados y expulsados a Panonia por su padre en 896. Tal vez después de una derrota inicial, Pedro llegó a un acuerdo con el enemigo, y ahora utilizaba los grupos magiares como sus aliados contra Serbia. Varios clanes y jefes magiares parecen haber empezado a establecerse en lo que era aún territorio búlgaro al norte del Danubio, donde pudieron haberse convertido en federados búlgaros que gozaban de independencia de la dinastía de Árpád. Este acuerdo allanó el camino para la eventual pérdida de la región por los magiares, a pesar de que pasó más de medio siglo después de la muerte de Pedro. Pedro aparentemente habría permitido a estos grupos cruzar por Bulgaria e incursionar en los territorios bizantinos en Tracia y Macedonia, tal vez como una reacción contra el deshonesto apoyo de los bizantinos en la rebelión serbia.

## Gobierno interior
Pedro I presidió un reinado pacífico y relativamente largo, aunque poco iluminado por fuentes extranjeras o nativas. A pesar de los desafíos que encontró poco después de su ascensión y la situación crítica al final de su vida, con Pedro, Bulgaria parece haber sido próspera y cada vez mejor organizada, con un equipo administrativo señalado por los viajeros extranjeros y confirmados por los numerosos hallazgos de sellos imperiales. Pedro fue particularmente generoso con la Iglesia, a la que dotó abundantemente a lo largo de su reinado. La generosidad del emperador llegó a tal punto que fue visto como un factor de corrupción, incluso por los clérigos ortodoxos, como el presbítero Cosme. Otros optaron por un camino alejado de las tentaciones del mundo secular, sobre todo San Iván de Rila, sin embargo su existencia ascética llamó aún la atención del monarca. El lujo y las tensiones sociales pudieron haber contribuido a la propagación de la herejía del bogomilismo, que Pedro debidamente se comprometió a luchar en su contra, solicitando el asesoramiento de ermitaños famosos e incluso su tío político, el Patriarca de Constantinopla Teofilacto.

## Conflicto con Bizancio y Kiev

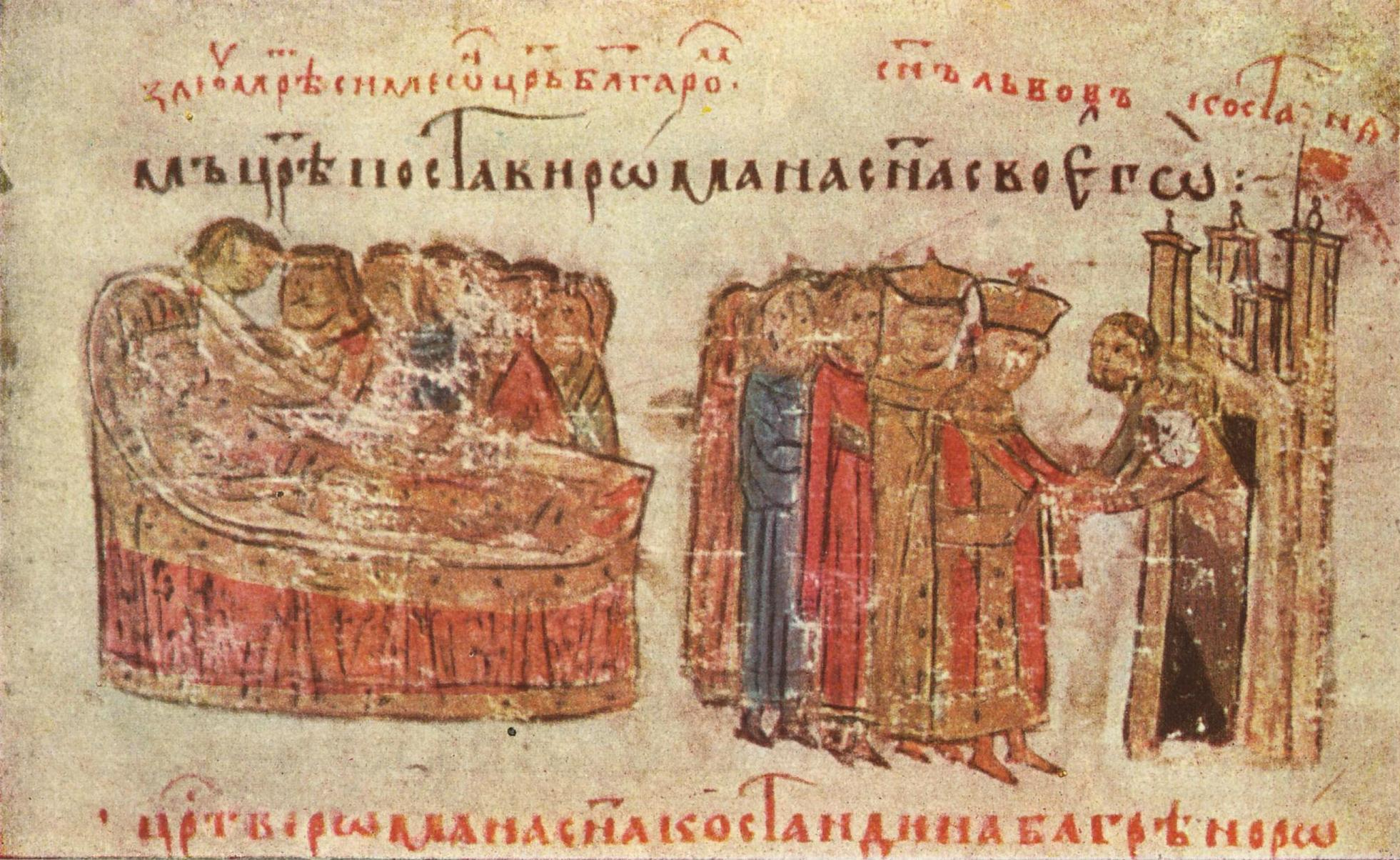
La muerte del emperador Pedro I.

Las relaciones con el Imperio Bizantino se agravaron tras la muerte de la esposa de Pedro a mediados de 960. Con la victoria sobre los árabes, el emperador Nicéforo II Focas se negó a pagar el tributo anual a Bulgaria en el año 966, quejándose de la alianza de Bulgaria con los magiares, y llevó a cabo una demostración de fuerza en la frontera con Bulgaria. Disuadido de un ataque directo contra Bulgaria, Nicéforo II envió un mensajero al Gran príncipe de Kiev Sviatoslav Ígorevich para organizar un ataque kievano contra Bulgaria desde el norte. Sviatoslav fácilmente puso en marcha una campaña con una gran fuerza (60.000 soldados), y marchó contra los búlgaros en el Danubio y los derrotó en la batalla cerca de Silistra, apoderándose de unas 80 fortalezas búlgaras en 968. Impresionado por el éxito de su aliado y sospechando de sus intenciones reales, el emperador Nicéforo II se apresuró a hacer la paz con Bulgaria y arregló el matrimonio de sus protegidos, los emperadores menores de edad Basilio II y Constantino VIII, con dos princesas búlgaras. Dos de los hijos de Pedro fueron enviados a Constantinopla como negociadores y rehenes de honor. Mientras tanto, Pedro logró obtener el retiro de las fuerzas de Kiev por incitar a los aliados tradicionales de Bulgaria, los pechenegos, para atacar a la misma Rus de Kiev.
A pesar de este éxito temporal y la reconciliación con Bizancio, Bulgaria se enfrentó a una nueva invasión de Sviatoslav en 969. Los búlgaros fueron derrotados otra vez, y Pedro sufrió un derrame cerebral, que le llevó a abdicar y convertirse en monje. Murió el 30 de enero de 970.

## Matrimonio
Por su matrimonio con María Lecapena (llamada también Irene), Pedro I tuvo varios hijos, incluyendo a:
- Plenimir
- Boris II, quien le sucedió como emperador de Bulgaria en 969
- Romano, quien le sucedió como emperador de Bulgaria en 977